# Ziua Internațională a Fericirii
Ziua Internațională a Fericirii este sărbătorită anual pe data de 20 martie la nivel mondial și a fost concepută și fondată de filantrop, activist, om de stat și consilier special al Organizației Națiunilor Unite, Jayme Illien, pentru a inspira, a mobiliza și a promova mișcarea fericirii globale.
În 2011, Illien a adus ideea și conceptul de creare a unei noi zile globale de conștientizare, Ziua Internațională a Fericirii, către înalții funcționari ai Națiunilor Unite.
Illien a organizat cu succes campania de a uni o coaliție globală a tuturor celor 193 state membre ale Organizației Națiunilor Unite și a asigurat aprobarea Secretarului General al Națiunilor Unite, Ban Ki-moon, pentru a susține conceptul de stabilire a unei noi zile internaționale oficiale de observare ca Ziua Internațională a Fericirii.
Pe 28 iunie 2012, Adunarea Generală a ONU a stabilit ca Ziua Internațională a Fericirii să fie sărbătorită pe 20 martie. Ziua dedicată fericirii mondiale coincide cu Ziua internațională a Francofoniei.

## Celebrarea
Organizația Națiunilor Unite invită, de asemenea, organizațiile internaționale și regionale, precum și societățile civile, inclusiv organizații non-guvernamentale și persoane fizice, să marcheze Ziua Internațională a Fericirii prin diverse activități publice de sensibilizare.  

## Motiv
ONU a dorit ca inițiativa să încurajeze guvernele să ia în considerare starea de bine a cetățenilor, și să nu își mai concentreze eforturile doar pe creșterea economică. 